# Розкошівка (Звенигородський район)
Розкоші́вка — село в Україні, у Виноградській сільській громаді Звенигородському районі Черкаської області.

## Стислі відомості
Населення села становить 373 особи (2005; 407 в 2001).
Розкошівка розтяглась по обидва береги річки Пожиточна, лівої притоки Срібної (басейн Гірського Тікича) на 6 км.
Археологами на території села було знайдено древній курган. Встановлений пам'ятний знак жертвам голодомору (1932—1933) років.
Серед релігійних громад в Розкошівці присутні Євангельські християни-баптисти та Адвентисти Сьомого Дня.
5 жовтня 2018 року Мар'янівська сільська рада об'єднана з утвореною Лисянською селищною громадою.
17 липня 2020 року, в результаті адміністративно-територіальної реформи та ліквідації Лисянського району, село увійшло до складу Звенигородського району.
В селі працюють фельдшерсько-акушерський пункт та Будинок культури.

## Населення
Згідно з переписом УРСР 1989 року чисельність наявного населення села становила 442 особи, з яких 185 чоловіків та 257 жінок.
За переписом населення України 2001 року в селі мешкали 404 особи.

### Мова
Розподіл населення за рідною мовою за даними перепису 2001 року:
| Мова       | Відсоток |
| ---------- | -------- |
| українська | 99,02 %  |
| російська  | 0,98 %   |